# La vie au bout des doigts
La vie au bout des doigts (deutsch: Das Leben an den Fingerspitzen, englisch: Life at Your Fingertips) ist ein französischer Dokumentarfilm aus dem Jahre 1983 von Jean-Paul Janssen über den Extremkletterer Patrick Edlinger.

## Inhalt
In diesem Film zeigt Janssen in spektakulären Aufnahmen, wie sich der französische Kletterer Patrick Edlinger an den roten Felswänden der Kliffküste an der Côte d’Azur, die steil ins Mittelmeer abfallen, mit fast tänzerischer Behändigkeit entlanghangelt. Dort übt er die kompliziertesten Fingerspitzengriffe ein, denn wenn die hier nicht gelingen, geht er nur das Risiko ein, ins Wasser zu fallen. 
Edlinger lebt in einem kleinen weißen Camper, mit dem er von Felswand zu Felswand fährt. Janssen filmt ihn beim morgendlichen Training: er joggt erst einige Kilometer, balanciert auf einem Seil, hängt sich, nur an den Fingerspitzen baumelnd an Äste, macht Liegestützen, Spagatübungen und erzählt von seiner Lebensphilosophie, dem Leben in der freien Natur, den hochkonzentrierten Versuchen, die Grenzen des Menschenmöglichen auszuloten und wenn möglich zu überschreiten. Dabei sei das richtige Atmen von höchster Wichtigkeit, denn aus ihm schöpfe er die Kräfte, die er beim Hochklettern benötigt, um im Takt zu bleiben.
Dann sieht man Edlinger, wie er sich am Fuße einer gut 100 Meter hohen Steilwand in Buoux konzentriert, sorgfältig seine Schuhe zubindet und sich das einzige Hilfsmittel für den Aufstieg umschnallt: Kein Seil, keine Haken, nur einen Beutel mit Kalkpuder, dem sogenannten Magnesiasack, mit dem er immer wieder seine Hände und besonders die Fingerspitzen einreibt, um am Fels nicht abzurutschen. Dann folgt, untermalt mit Musik der deutschen Band Kraftwerk, der freie Aufstieg, mit der atemberaubenden Szene, in der Edlinger einen fast waagerechten Felsvorsprung erklimmt, an dem er, sich für einige Sekunden nur mit den Fingerspitzen festhaltend, über dem schwindelerregenden Abgrund hängt.

## Rezeption
Im Jahr 1984 wurde Das Leben an den Fingerspitzen für den César in der Rubrik „Bester dokumentarischer Kurzfilm“ nominiert. Als erster Film über das Extremklettern verhalf er mit seinem Erfolg dieser Sportart zu weltweit medialer Aufmerksamkeit und machte Patrick Edlinger über Nacht zum Medienstar. Die Zeitschrift Paris Match tituliert ihn als „der Zauberer des Kletterns, der Tänzer im leeren Raum“.
Einer der besten indischen Sportkletterer, Mohit Oberoi, schwärmte noch 2012 in der Times of India von diesem „ikonischen Film“ und nannte ihn in einem Atemzug mit Hermann Buhls Buch Achttausend drüber und drunter.